# Цуриково (Медвенский район)
Цуриково — деревня в Медвенском районе Курской области России. Входит в состав Амосовского сельсовета.

## География
Деревня находится на юге центральной части Курской области, в пределах Среднерусской возвышенности, в лесостепной зоне, к востоку от автодороги 38Н-176, на расстоянии примерно 10 км (по прямой) к северо-востоку от Медвенки, административного центра района.

### Климат
Климат характеризуется как умеренно континентальный, с тёплым летом и умеренно холодной зимой. Среднегодовая температура воздуха — 5,5 °C. Абсолютный минимум температуры воздуха самого холодного месяца (января) составляет −37 °C; абсолютный максимум самого тёплого месяца (июля) — 35 °C. Безморозный период длится около 151 дня в году. Среднегодовое количество атмосферных осадков составляет 587 мм, из которых Малая часть выпадает в тёплый период.

### Часовой пояс
Деревня Цуриково, как и вся Курская область, находится в часовой зоне МСК (московское время). Смещение применяемого времени относительно UTC составляет +3:00.

## Население
| 2002 | 2010 |
| ---- | ---- |
| 69   | ↘34  |

### Половой состав
По данным Всероссийской переписи населения 2010 года, в половой структуре населения мужчины составляли 41,2 %, женщины — соответственно 58,8 %.

### Национальный состав
Согласно результатам переписи 2002 года, в национальной структуре населения русские составляли 99 %.